# Přelouč (stacja kolejowa)
Přelouč – stacja kolejowa w Přelouč, w kraju pardubickim, w Czechach. Znajduje się na wysokości 215 m n.p.m.
Stacja jest wyposażona w poczekalnię, kasy biletowe, na których można zakupić bilety na pociągi krajowe i międzynarodowe oraz zarezerwować miejsce w pociągu.

## Linie kolejowe
- 010 Kolín - Česká Třebová
- 015 Přelouč - Prachovice